# 1611 en France
Chronologie de la France
- 1607
- 1608
- 1609
- 1610
- 1611
- 1612
- 1613
- 1614
- 1615

## Événements
- 10 janvier : querelle de préséance entre le prince de Conti et son frère le comte de Soissons[1].
- 26 janvier : démission de Sully de ses charges de surintendant des finances et de capitaine de la Bastille[2]. Le pouvoir passe sous le contrôle de Villeroy[3] (fin en 1614). Au départ de Sully, le trésor français dispose de 16,5 millions de livres[4], que la régente dépensera en pensions, dépenses de cour, paiement des préparatifs militaires engagés par Henri IV avant sa mort.
- 9 février : Concini est nommé lieutenant général de Picardie[5].

- 30 avril : traité secret de Fontainebleau ; alliance défensive franco-espagnole valable dix ans, au détriment de l’alliance savoyarde. Le traité prévoit l’union de Louis XIII avec Anne d’Autriche[1].

- 27 mai - 12 septembre : assemblée générale protestante à Saumur, élaborant un plan d’organisation politique. Le 24 juillet, la régente Marie de Médicis renouvelle le privilège des places de sûreté et augmente de 45 000 livres les sommes consacrées au salaire des pasteurs[6].

- 11 juin : entrée en service du phare de Cordouan[7].
- 26 juin : autorisation de construire la forge de Mouterhouse par le duc Henri II de Lorraine[8].

- 10 septembre : ouverture du pont de Neuilly[9].

- 11 novembre : Pierre de Bérulle, futur cardinal et homme d’État français, fonde à Paris l’Oratoire de Jésus et de Marie, sur le modèle de l’Oratoire fondé à Rome par Philippe Néri en 1575 pour répondre aux besoins spirituels du clergé de l'époque[10].

- 17 décembre : nouveau procès de la Sorbonne contre la Compagnie de Jésus, accusée d’ultramontanisme. Le 22 décembre, un arrêt du Parlement de Paris interdit aux jésuites d’enseigner à Paris (fin le 15 février 1618)[11].

- Publication à Paris de De ecclesiastica et politica potestate libellus d’Edmond Richer (Jésus-Christ est le seul véritable chef de l’Église et le pape lui-même est soumis au concile. C’est à l’ordre sacerdotal dans son ensemble qu’appartient le pouvoir des clés et les évêques doivent gouverner leurs églises indépendamment de Rome. L’Église est une autorité purement spirituelle, le pouvoir temporel revenant aux hommes du temps. C’est ainsi que la responsabilité de convoquer les conciles, d’élaborer les lois, etc. doit revenir au roi et au Parlement, détenteurs du pouvoir temporel). Certains docteurs de la Sorbonne sont conquis par ses thèses, mais elle provoquent l’opposition des partisans d’André Duval, docteur de la Sorbonne et supérieur des carmélites, représentant des théologiens reconnaissant l’autorité du pape. La Sorbonne est divisée entre richeristes et duvalistes et, malgré le soutien du Parlement, Richer voit son ouvrage condamné le 3 février 1612, puis interdit par l’Église (Sens, 19 mars 1612, Aix-en-Provence, 24 mai 1612)[12].
- Le père Joseph devient l’ami de Richelieu[13].